# Rezerwat przyrody Winnica
Rezerwat przyrody „Winnica” – rezerwat stepowy na terenie Parku Krajobrazowego Międzyrzecza Warty i Widawki, w pobliżu wsi Wielka Wieś B w gminie Widawa, powiecie łaskim, województwie łódzkim. Zajmuje powierzchnię 1,54 ha.
Przedmiotem ochrony są murawy i zarośla kserotermiczne wraz z rzadkimi gatunkami roślinnymi. Rezerwat położony jest na skarpie zbudowanej z margli górnojurajskich oraz wapieni.
Według obowiązującego planu ochrony ustanowionego w 2013 roku (zmienionego w 2015), obszar rezerwatu objęty jest ochroną czynną.
Mimo niewielkiej powierzchni rezerwatu, jego flora jest bardzo bogata – stwierdzono tu występowanie 175 gatunków roślin naczyniowych i 6 gatunków mchów.
Obszar rezerwatu otoczony jest gęstymi zaroślami, otaczającymi wyższe partie wzgórza porośnięte roślinnością stepu kwietnego.
W niższej partii skarpy przeważają krzewy, m.in.:
- śliwa tarnina
- dereń świdwa
- głóg jednoszyjkowy
- róża dzika
- ligustr pospolity
- wiąz polny

Ze względu na duży przyrost zarośli i płynące z tego powodu zagrożenie zagłuszenia głównego celu ochrony (murawy kserotermicznej) prowadzona jest wycinka krzewów na określonym obszarze.
W prześwitach i wyższych partiach występują m.in.:
- gorysz pagórkowy
- kłosownica pierzasta
- pierwiosnek lekarski
- głowienka wielkokwiatowa
- dziewięćsił bezłodygowy
- dzwonek boloński
- dzwonek syberyjski

Przez teren rezerwatu prowadzi część ścieżki przyrodniczo-dydaktycznej „Rezerwat Winnica – Starorzecze w Siemiechowie”.